# Коледж Жан-де-Бребеф
Коледж Жан-де-Бребеф (фр. Collège Jean-de-Brébeuf) — франкомовний приватний коледж у Монреалі. Коледж названо на честь Святого Жана де Бребеф

## Історія
Коледж Бребеф заснований у 1928 році єзуїтами як школа для хлопчиків і практично відразу ж став одним з найпрестижніших у Квебеку. Одною з його неофіційних місій було готувати нову франкоканадську еліту, лідерів свого народу.
Коледж був заснований як католицька навчальна установа, але з 1986 року став повністю світським. Це було пов’язано із запровадженням в державних навчальних закладах освітньої системи CEGEP та із приходом у коледж дівчаток, які навчалися у окремому павільйоні.
Коледж запровадив у навчальний процес освітню програму «IB World School» (укр. «Світової школи міжнародного бакалаврату») і 1 жовтня 1999 року успішно пройшов процедуру акредитації програми, орієнтованої на учнів старших класів — «Diploma Programme» (укр. Програма для здобуття диплома) власником та розробником цієї програми, некомерційним освітнім фондом «International Baccalaureate®». 12 грудня 2013 також була акредитована програма, орієнтована на учнів середніх класів «Middle Years Programme» (укр. Програма середніх років).

## Освітні програми
Учням коледжу пропонуються дві основні освітні програми для здобуття:
- стандартного для Квебеку «Диплому Коледжу» (англ. Diploma of College Studies DCS чи фр. Diplôme d'études collégiales DEC);
- диплому міжнародного бакалаврату.

Диплом коледжу визнається і приймається практично усіма університетами Північної Америки, багатьма франкомовними країнами і, в першу чергу, усіма університетами Квебеку.
Диплом міжнародного бакалаврату визнається і приймається більше, ніж 2 337 університетами у 90 державах світу,  у тому числі, і Канади та Квебеку.

## Видатні учні та випускники
Серед учнів та випускників коледжу чимало видатних людей Квебеку (політиків, бізнесменів, митців тощо). Одними з найвідоміших учнів коледжу Бребеф були П'єр Трюдо та його син Джастін Трюдо.